# 合桃糊

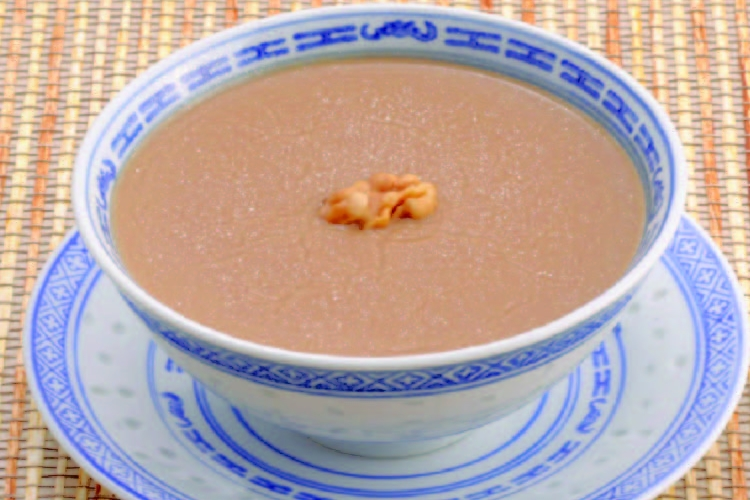
合桃糊

合桃糊，又稱合桃露，是用合桃做成的糊狀物，是一道中國傳統甜湯。做法是將合桃磨成末狀後，用溫水或沸水沖開，就可以食用了。為使口感更佳，在磨合桃時也會加小量白米。合桃糊通常是熱食，尤其是在冬天時食用，可以溫暖身體。
一般較稠的稱合桃糊，較稀的的則稱為合桃露。